# نیروهای پدافند هوایی

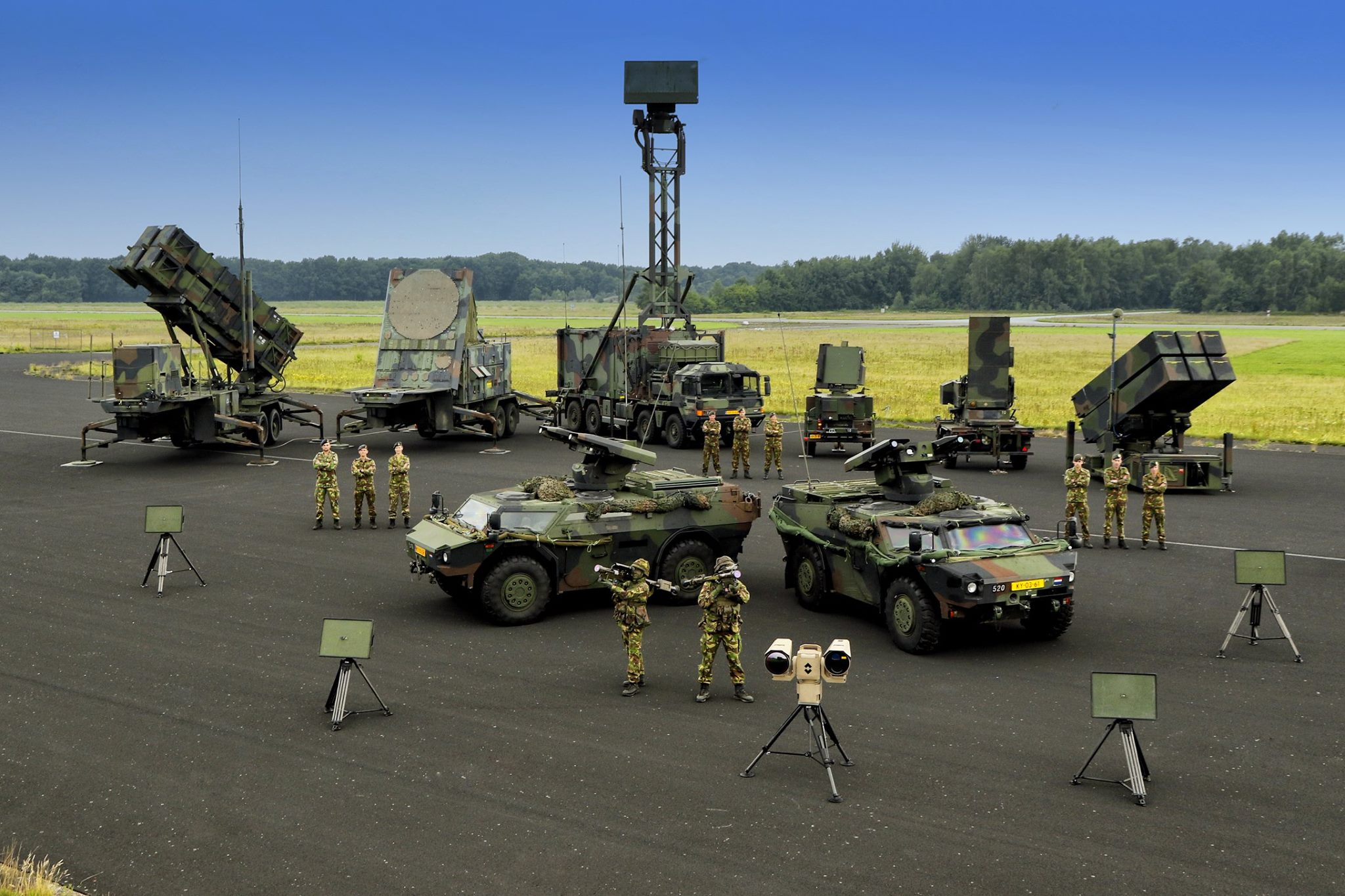
نمایش هنری از سامانه‌های پدافند هوایی کوتاه‌برد و بلندبرد مورد استفاده فرماندهی مشترک دفاع هوایی زمینی هلند

نیروهای پدافند هوایی (انگلیسی: Air defence forces) نیروهای نظامی هستند که تأسیسات زمینی و آسمان یک کشور را از واحدهای هوایی دشمن محافظت می‌کنند و عمدتاً مسئول جنگ ضدهوایی هستند.
نیروهای پدافند هوایی را می‌توان به تاکتیکی و استراتژیک تقسیم کرد. نیروهای پدافند هوایی استراتژیک عموماً دفاع ایستا را برای اهداف ایستا (پایگاه‌های نظامی، شهرها و غیره) فراهم می‌کنند در حالی که نیروهای پدافند هوایی تاکتیکی متحرک هستند و از نیروهای نظامی (معمولاً نیروهای زمینی) دفاع می‌کنند.
نیروهای پدافند هوایی در نبردهای نظامی عمومی به شیوه‌ای هماهنگ با سایر شاخه‌های نیروهای مسلح، از نظر هدف، مکان و زمان، شرکت می‌کنند. آنها بر اساس وظایف و قابلیت‌های رزمی سلاح‌ها و سازمان نظامی خود، تاکتیک‌ها و روش‌های عملیاتی خاص خود را به کار می‌گیرند.
ماموریت آنها، در همکاری با نیروی هوایی، نیروهای پدافند هوایی دریایی و نیروهای فنی، فراهم کردن شرایط مطلوب برای نیروهای تحت پوشش و سایر اشیاء برای دستیابی موفقیت‌آمیز به اهدافشان (اتمام مأموریت) با نابودی و ناتوان کردن فعال دشمن در هوا است.
آنها وظایف حفاظت از نیروهای زمینی را در تمام اشکال عملیاتی و تاکتیکی، تأسیساتی و لجستیکی، همچنین هشدار و اطلاع‌رسانی در مورد تهدیدات هوایی انجام می‌دهند.
نیروهای پدافند هوایی در واحدها و زیرمجموعه‌های ضدهوایی سازماندهی شده‌اند که بخشی از تشکیلات عملیاتی نظامی عمومی، تشکیلات تاکتیکی نظامی عمومی و واحدها هستند. علاوه بر این، نیروهای پدافند هوایی شامل واحدهای فرماندهی و پشتیبانی نیز می‌شوند.